# Peel en Maas
Peel en Maas ist eine Gemeinde, die am 1. Januar 2010 aus dem Zusammenschluss der bisherigen Gemeinden Helden, Kessel, Maasbree und Meijel entstanden ist. Die Gemeinde hat 45.899 Einwohner (Stand 1. Januar 2025).

## Gemeindegliederung
Die Gemeinde besteht aus folgenden Ortsteilen:
- Helden mit Beringe, Egchel, Grashoek, Koningslust und Panningen,
- Kessel mit Kessel-Eik,
- Maasbree mit Baarlo,
- Meijel

## Politik

### Sitzverteilung im Gemeinderat
Der Gemeinderat besteht aus 27 Mitgliedern. Er wird seit der Gemeindegründung folgendermaßen gebildet:
| Partei                                    | Sitze | Sitze | Sitze | Sitze |
| Partei                                    | 2009  | 2014  | 2018  | 2022  |
| ----------------------------------------- | ----- | ----- | ----- | ----- |
| Lokaal Peel en Maas a                     | –     | 9     | 8     | 10    |
| CDA                                       | 12    | 9     | 10    | 7     |
| VVD                                       | 3     | 3     | 5     | 5     |
| PvdA                                      | 4     | 3     | 3     | 3     |
| GroenLinks                                | 4     | 3     | 3     | 3     |
| D66                                       | –     | –     | –     | 2     |
| AndersNu                                  | –     | 2     | 1     | –     |
| Ton Hanssen                               | –     | 1     | 0     | –     |
| Lokaal Helden a                           | 3     | –     | –     | –     |
| Lokaal Kessel a                           | 2     | –     | –     | –     |
| Lokaal Maasbree-Baarlo a                  | 2     | –     | –     | –     |
| Lokaal Meijel a                           | 1     | –     | –     | –     |
| Hart voor Meijel – Hart voor Peel en Maas | 0     | –     | –     | –     |
| Gesamt                                    | 27    | 27    | 27    | 27    |

Anmerkungen

### Kollegium von Bürgermeister und Beigeordneten
Das Kollegium von Bürgermeister und Beigeordneten wird im Zeitraum von 2018 bis 2022 aus den Koalitionsparteien CDA, Lokaal Peel en Maas und VVD gebildet. Die CDA stellt dem Kollegium zwei Beigeordnete bereit, die übrigen Koalitionsparteien offerieren jeweils einen Beigeordneten. Diese wurden im Rahmen einer Ratssitzung am 15. Mai 2018 berufen. Folgende Personen gehören zum Kollegium und sind in folgenden Bereichen zuständig:
| Funktion         | Name              | Partei              | Ressort | Anmerkung                               |
| ---------------- | ----------------- | ------------------- | --- | --------------------------------------- |
| Bürgermeister    | Bob Vostermans    | CDA                 | Verwaltung, Dienstleistungen und Kommunikation, integrale Sicherheit und Vollstreckung                                                                | seit dem 1. Oktober 2024 im Amt         |
| Beigeordnete     | Wim Hermans       | CDA                 | Arbeit und Einkommen, Jugend und Bildung, Bildungshäuser, Sportanlagen, Kunst und Kultur, Beigeordneter für die Orte Maasbree, Baarlo und Koningslust | erster stellvertretender Bürgermeister  |
| Beigeordnete     | Roland van Kessel | Lokaal Peel en Maas | vitales Gemeinwesen, Gemeinschaftseinrichtungen, Sportpolitik, Pflege und Unterstützung, Beigeordneter für die Orte Grashoek, Kessel und Kessel-Eik   | zweiter stellvertretender Bürgermeister |
| Beigeordnete     | Paul Sanders      | VVD                 | Wirtschaft, Verwaltung des öffentlichen Raumes, Finanzen, Beigeordneter für die Orte Panningen und Meijel                                             | dritter stellvertretender Bürgermeister |
| Beigeordnete     | Rob Wanten        | CDA                 | räumliche Entwicklung, Wohnen, Genehmigungen und Überwachung, Beigeordneter für die Orte Helden, Beringe und Egchel                                   | vierter stellvertretender Bürgermeister |
| Gemeindesekretär | Leon Breukers     | —                   | — | seit Oktober 2016 im Amt                |

## Gemeindename
Die Bevölkerung hat den Namen mit Hilfe des Internets bestimmt. Die Vorschlagsnamen Helden und Land van Kessel kamen schließlich nicht zum Zuge.